# Castillo (kommun)
Castillo är en kommun i Dominikanska republiken.   Den ligger i provinsen Duarte, i den östra delen av landet, 80 km norr om huvudstaden Santo Domingo. Antalet invånare i kommunen är cirka 16 000.
Terrängen i Castillo är kuperad norrut, men söderut är den platt.